# Kunbaja
Kunbaja (németül: Kumbaj, Kunbaja; horvátul: Kumbaja) község Bács-Kiskun vármegye Bácsalmási járásában.

## Fekvése
Közvetlenül a déli (szerbiai) országhatár mellett fekszik, Bácsalmástól délkeleti irányban. A városon kívül, a határ magyar oldalán még három települési szomszédja van: észak felől Bácsszőlős, északkelet felől Csikéria, nyugat felől pedig Madaras.

### Megközelítése
Lakott területe közúton csak egy irányból érhető el, az 5501-es és az 5507-es utak találkozási pontjától kiágazó 55 107-es számú mellékúton. Külterületei közt nyugaton elhalad még az 5312-es út is, de az lakott helyeket itt nemigen érint.
Vasúti kapcsolata 1960-ig létezett a településnek: a Szabadka–Baja-vasútvonal révén kapcsolódott be az országos forgalomba Kunbaja-Bácsalmási szőlők megállóhely révén. A sínek ma is megvannak, de a pálya járhatatlan.

## Története
Kunbaja a mohácsi vész után települt - neve után is ítélve - magyar helység vagy kun szállás lehetett.
Nevét 1580-ban a Steltzer-féle török defterekben említették először, ahol a Szabadkai nahijében, 27 adózó házzal szerepelt. Ekkor lakosai szerbek lehettek, mert 1598-ban az oklevelek szerint Kunbaja szerb lakossága Esztergom vidékére költözött.
1658-ban mint puszta szerepelt, a nádor ekkor Kunbaja pusztát Serényi Pálnak adományozta.
1699-ben Bács vármegye első összeírásában Kunbaja is fel volt sorolva 59 gazdával.
Az 1702. évi kamarai összeírás ismét említi Kunbaját, de a Rákóczi-szabadságharc idején ismét elpusztult.
1745-ben új adomány útján az ország nádora Kunbaja pusztát Latinovics Péter, Antal, Jakab, György és Lőrincznek, Guganovics Józsefnek és Antunovics Simonnak adományozta, akik azt már elődeik birtokának vallották, de az erre vonatkozó okmányaik elvesztek. Mivel azonban a nádori adományhoz királyi megerősítést nem szereztek, 1791-ben a királyi kamara pörrel támadta meg őket, s 1825-ben el is vesztették a települést.
1817-ben Almási Rudics Máté lett a birtokosa, aki németeket telepített ide; Kunbaja így községgé lett, és az úgynevezett Puszta-Kunbaja pedig ma is Bácsalmáshoz tartozik közigazgatásilag.
A település a báró Rudics-család birtoka volt egészen a család kihaltáig, majd Teleki Józsefné szül. Szászy Júlia birtoka lett.
A pusztát a 19. század elején németekkel telepítették be.
1910-ben 2769 lakosából 361 magyar, 2388 német volt. Ebből 2751 római katolikus volt.
A 20. század elején Bács-Bodrog vármegye Bácsalmási járásához tartozott.

## Közélete

### Polgármesterei
- 1990–1994: Krizsán István (független)[5]
- 1994–1998: Halász István (független)[6]
- 1998–2002: Halász István (független)[7]
- 2002–2006: Nagy István (független)[8]
- 2006–2010: Halász István (független)[9]
- 2010–2014: Franzné Lakner Éva (független)[10]
- 2014–2017: Franzné Lakner Éva (Fidesz-KDNP)[11]
- 2017–2019: Halász István (független)[12]
- 2019–2024: Halász István (független)[13]
- 2024– : Halász István (Fidesz-KDNP)[1]

A településen a 2002. október 20-án megtartott önkormányzati választás érdekessége volt, hogy az országos átlagot jóval meghaladó számú, összesen 7 polgármesterjelölt indult. Ilyen nagy számú jelöltre abban az évben az egész országban csak 24 település lakói szavazhattak, ennél több (8 vagy 10) aspiránsra pedig hét másik településen volt példa.
2017. október 8-án Kunbaján időközi polgármester-választást kellett tartani, mert az előző polgármester 2017. június 15-i hatállyal lemondott tisztségéről, azt követően, hogy március 31-én költségvetési csalás miatt vádat emelt ellene a Kecskeméti Járási és Nyomozó Ügyészség. A posztért öten indultak, de a verseny valójában két független jelölt között dőlt el, a többiek együttesen is csak tízet kaptak a 886 érvényes szavazatból.

## Népesség
A település népességének változása:
| Lakosok száma | 1562 | 1539 | 1420 | 1406 | 1343 | 1335 | 1352 |
|               | 2013 | 2014 | 2018 | 2021 | 2022 | 2023 | 2024 |

A 2011-es népszámlálás során a lakosok 89,5%-a magyarnak, 0,3% cigánynak, 0,3% horvátnak, 16,9% németnek, 0,6% szerbnek mondta magát (10,3% nem nyilatkozott; a kettős identitások miatt a végösszeg nagyobb lehet 100%-nál). A vallási megoszlás a következő volt: római katolikus 61,6%, református 5,5%, evangélikus 0,1%, görögkatolikus 0,1%, felekezeten kívüli 12,3% (19,8% nem nyilatkozott).
2022-ben a lakosság 88,8%-a vallotta magát magyarnak, 5,9% németnek, 1% szerbnek, 0,6% cigánynak, 0,1-0,1% horvátnak, bolgárnak és románnak, 0,7% egyéb, nem hazai nemzetiségűnek (10,9% nem nyilatkozott; a kettős identitások miatt a végösszeg nagyobb lehet 100%-nál). Vallásuk szerint 37,7% volt római katolikus, 5,4% református, 0,2% evangélikus, 0,1% izraelita, 0,1% ortodox, 1,2% egyéb keresztény, 0,1% egyéb katolikus, 13,3% felekezeten kívüli (41,8% nem válaszolt).

## Nevezetességei
- Római katolikus temploma 1877-ben épült a Máté evangélista tiszteletére szentelt régi, ideiglenes templom helyett. Anyakönyveket 1819-től vezetnek a plébánián.
- A Rókus-kápolna a hagyomány szerint egy kolerajárványból szabadulás fogadalmára épült 1838-ban.

## Ismert személyek

### Itt születtek
- Itt született 1895-ben Brandt Jakab földbirtokos, országgyűlési képviselő.

### Díszpolgárok
- Alföldy Béla tisztifőorvos, a környék országgyűlési képviselője az első és második világháború közti időszak jelentős részében.[18]